# Laufeld
Laufeld là một đô thị thuộc huyện Bernkastel-Wittlich, bang Rheinland-Pfalz, phía tây nước Đức. Đô thị Laufeld có diện tích 6,09 km².